# Antiopī Melidōnī
Antiopī Melidōnī (in greco Αντιόπη Μελιδώνη?; 11 ottobre 1977) è una pallanuotista greca, vincitrice di due medaglie d'argento con la nazionale greca ai giochi olimpici di Atene 2004 e agli europei di Eindhoven del 2012.